# Triantafyllos
Triantafyllos (in alfabeto greco: Τριαντάφυλλος) è un nome proprio di persona greco maschile.

## Varianti
- Femminili: Τριανταφυλλιά (Triantafyllia)[1]

## Origine e diffusione

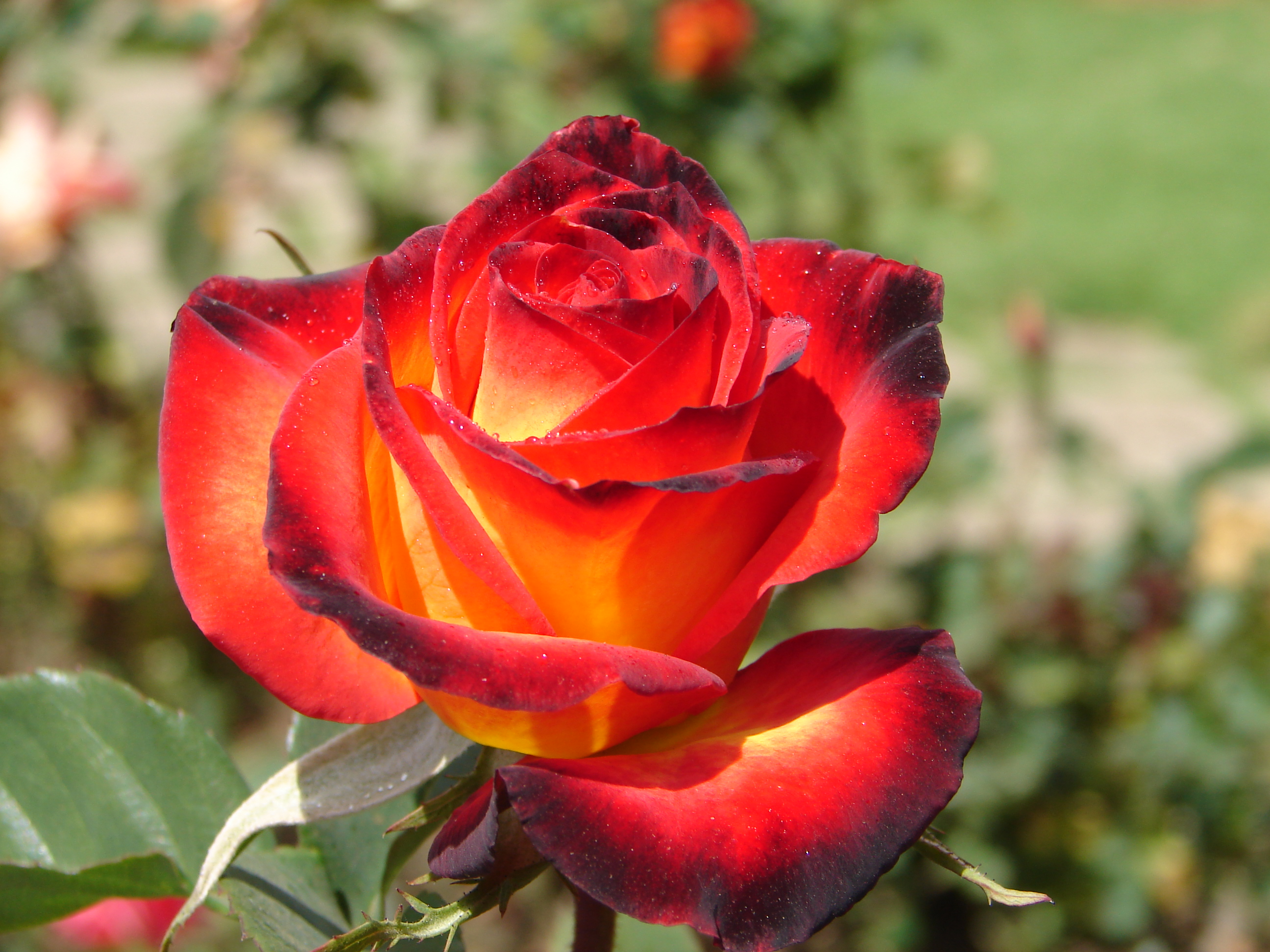
Una rosa

Riprende il termine greco bizantino τριαντάφυλλον (triantafyllon), che indica il fiore della rosa, ed è quindi affine per significato ai nomi Rosa, Rhoda, Nasrin, Gül e Warda. Etimologicamente, questo vocabolo è composto dai termini τριάκοντα (triakonta, "trenta") e φύλλα (fylla, "foglie").

## Onomastico
Un san Triantafyllos, martire a Costantinopoli, è venerato da alcune Chiese ortodosse il giorno 8 agosto; per le altre confessioni cristiane il nome è invece adespota, ossia privo di santo patrono, quindi l'onomastico può essere festeggiato il 1º novembre, in occasione di Ognissanti.

## Persone

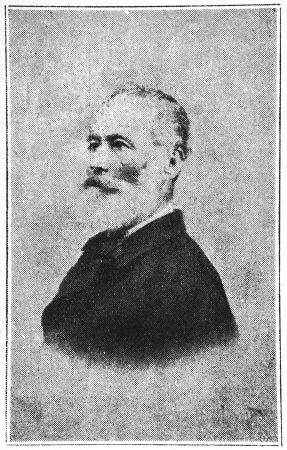
Triantafyllos Lazaretos

- Triantafyllos Kordogiannīs, schermidore greco
- Triantafyllos Lazaretos, politico e militare greco
- Triantafyllos Machairidīs, calciatore greco
- Triantafyllos Pasaridīs, calciatore greco